# Cem Ekinci
Cem Ekinci (* 5. März 1990 in Nürnberg) ist ein deutsch-türkischer Fußballspieler, der bei Kocaelispor unter Vertrag steht.

## Karriere
Ekinci begann das Fußballspielen in seiner Heimatstadt beim ATV Frankonia Nürnberg und durchlief in der Folge die Jugendabteilungen mehrerer Vereine im Großraum Nürnberg, bevor er 2018 in die A-Jugend des 1. FC Nürnberg wechselte und im Verlauf der Saison 2018/19 zu seinen ersten Einsätzen für die zweite Herrenmannschaft kam. 2011 lief sein Vertrag in Nürnberg aus und der gelernte Industriemechaniker wechselte zum Bayernligisten SpVgg Bayern Hof, wohin er täglich hin und zurück jeweils 150 Kilometer pendelte. In seiner ersten Saison 2011/12 erreichte er mit den Hofern den zweiten Platz, somit die Qualifikation für die Regionalliga Bayern, und wurde Torschützenkönig der Liga mit 21 Treffern. In der Folgesaison erreichten die Hofer die Klassenerhalt erst in der Relegation und Ekinci wechselte zur nächsten Saison zum Ligakonkurrenten SV Seligenporten, vor allem um weniger pendeln zu müssen.
Nach einer Saison in Seligenporten verließ Ekinci Deutschland und wechselte in das Heimatland seiner Eltern, die Türkei, wo er sich dem Zweitligisten Kayserispor anschloss, für den er in einer Saison jedoch nur zu zwei Kurzeinsätzen kam. In der Folge wechselte er daher in die türkische dritte Liga, wo er die nächsten vier Jahre bei drei verschiedenen Vereinen verbrachte. Von 2019 bis 2022 spielte er dann wieder in der zweiten Liga bei Ankara Keçiörengücü und MKE Ankaragücü, bevor er erneut in der dritten Liga bei Kocaelispor aktiv war. Dort feierte er 2023 in die Aufstieg in die zweite Liga.